# Рынок-Романовский
Ры́нок-Рома́новский — хутор в Цимлянском районе Ростовской области.
Входит в состав Красноярского сельского поселения.

## География
Хутор расположен в пределах Танаисской впадины, в пойме реки Дон, в 2,7 км севернее правого берега реки Сухой (протока реки Дон).
По автомобильным дорогам расстояние до станицы Красноярской — 5,1 км, до районного центра города Цимлянска — 8,6 км, до областного центра города Ростова-на-Дону — 260 км.
Часовой пояс
Рынок-Романовский, как и вся Ростовская область, находится в часовой зоне МСК (московское время). Смещение применяемого времени относительно UTC составляет +3:00.

## История
Первоначально известен под названием Рынковский (Рынок). Хутор входил в юрт станицы Романовской Первого Донского округа Области Войска Донского.
В 1859 году на хуторе проживало 169 душ мужского и 204 женского пола. В 1873 году — 197 мужского и 221 женского пола, в хозяйствах жителей содержалось 174 лошади, 195 пары волов, 632 головы прочего рогатого скота, 1390 овец.
Согласно Всероссийской переписи населения 1897 года на хуторе проживало 217 мужчин и 233 женщины, из них грамотных: мужчин — 88 (40,6 %), женщин — 31 (13,3 %). Согласно алфавитному списку населенных мест Области войска Донского к началу 1915 года земельный надел хутора составлял 1071 десятину, на хуторе имелся сотский, проживало 176 мужчин и 195 женщин.

## Население
Динамика численности населения
| 1859 | 1873 | 1897 | 1915 | 1926 |
| ---- | ---- | ---- | ---- | ---- |
| 373  | 418  | 450  | 371  | 398  |

| 2010 | 2017 |
| ---- | ---- |
| 74   | ↗99  |

## Улицы
На хуторе имеется одна улица — Раздольная.